# Sunny (perro)
Sunny (nacido el 11 de junio de 2012) es un perro de la familia Obama, la 44a familia presidencial de los Estados Unidos. Sunny es una perra de agua portuguesa que fue la primera perra de los Estados Unidos junto con Bo. Sunny fue presentada a través de la cuenta de Twitter de la primera dama Michelle Obama el 19 de agosto de 2013.

## Antecedentes de  la raza
El perro de agua portugués es originario de la región del Algarve de Portugal . Solo 48 perros de agua portugueses participaron en la competencia británica Crufts en 2009 y la autora de The New Complete Portuguese Water Dog, Kitty Braund, cree que hay alrededor de 50.000 en América del Norte. Debido a su capa lanuda de pelo (en lugar de piel) que no se cae, el perro de agua portugués se considera una raza de perro hipoalergénica .
Los perros de agua portugueses son súper nadadores, o navegantes superiores, porque tienen dedos palmeados. La raza fue importante para los pescadores de la costa de Portugal como animal de compañía y perro guardián.
Lisa Peterson, portavoz del American Kennel Club (AKC), declaró: "El perro de agua portugués es históricamente un perro de trabajo, el acompañante de un pescador. Cuando piensas en su historia con los pescadores, eran un equipo, ese es el entorno en el que prosperan ".
La raza estuvo a punto de extinguirse a finales del siglo XIX hasta que Vasco Bensaude, un rico empresario portugués, se interesó en salvar la raza en la década de 1930.
Treinta años después, la raza llegó a Estados Unidos, donde fue clasificada en el Grupo de Trabajo . (reconocido por el American Kennel Club)
Según American Kennel Club, los perros hacen trabajos como perros guardianes, tiradores de trineos y rescatadores de personas y cosas del agua; en su mayoría, son aptos para familias.

## Crianza y propietarios originales
Sunny es un perro de agua portugués de pura raza y fue seleccionado de un criador en el área de los Grandes Lagos.

## Respuesta de los medios
Aunque Sunny fue comprada a un criador, el presidente de The Humane Society of the United States, Wayne Pacelle, escribió en una publicación del blog: "Como siempre decimos en tales circunstancias, esperamos que los Obama consideraran la adopción o el rescate como la primera opción para obtener una mascota." Continuó agradeciendo a la familia Obama por hacer una contribución a la Sociedad Protectora de Animales en nombre de Sunny y ayudar a reducir el sufrimiento de los perros, aunque le gustaría que las políticas finalmente se convirtieran en ley.

## Incidentes
Ha habido incidentes menores relacionados con Sunny. En 2013, en un evento de artes y manualidades de una familia militar, Sunny atropelló a una niña de 2 años frente a Michelle Obama . Sin embargo, el niño resultó ileso. Sunny no fue agresiva con la niña, lamiendo su cara. En enero de 2017, Sunny supuestamente mordió a un visitante de la Casa Blanca en la cara, dejando un corte debajo del ojo del visitante, que requirió puntos de sutura. El visitante, que era un amigo adolescente de Malia, fue atendido por el médico del presidente, el Dr. Ronny Jackson .